# Alto Verá
Alto Verá es un municipio y ciudad de Paraguay, situado al norte del Departamento de Itapúa. 

## Historia
El 20 de diciembre de 1984, por ley N.º 1101 se crea el Distrito de Doña Heriberta Stroessner de Iglesias, desmembrándose del Distrito de San Pedro del Paraná. Luego por Ley N.º 66/89 que restituye y asigna nuevas denominaciones, el Congreso de la Nación Paraguaya sanciona con fuerza de Ley, dejando sin efecto la denominación en fecha 20 de diciembre de 1989 donde se modifica el nombre del Distrito con el nombre de Alto Verá.

## Geografía
Está ubicada en el centro-norte del departamento, a aproximadamente 95 km de la capital departamental, Encarnación  y a  60 km de Pirapó.  Tiene como límites a los siguientes distritos:
- Al Norte con el departamento de Caazapá (distritos de Yuty, San Juan Nepomuceno y Tavaí).
- Al Este con el distrito de Itapúa Poty.
- Al Sur se encuentran los distritos de Obligado, Bella Vista y Pirapó.
- Al Oeste está el distrito de San Pedro del Paraná.

### Clima
Alto Verá tiene un clima subtropical, ideal para la agricultura, con temperaturas que oscilan de 3 °C a 4 °C en invierno y de 37 a 38 °C en verano.

## Demografía
Alto Verá cuenta con 11 503 habitantes según datos oficiales del censo paraguayo de 2022.